# 高橋昌也 (俳優)
高橋 昌也（たかはし まさや、1930年〈昭和5年〉3月16日 - 2014年〈平成26年〉1月16日）は、日本の俳優、演出家。
『幸せの背くらべ』で1996年の読売演劇大賞演出家賞を受賞。2004年の映画『透光の樹』の演技で第14回日本映画批評家大賞助演男優賞を受賞。

## 来歴・人物
東京府出身。東京都立第四中学校（東京都立戸山高等学校）卒業。俳優座養成所卒業。1954年に劇団新人会設立に参加。
1956年に劇団四季に参加。
1961年から文学座へ入団するが、1963年に芥川比呂志、高木均、岸田今日子らと脱退し劇団雲結成に参加。
1975年、劇団の分裂により、演劇集団 円に参加。主に演出家として別役実作品を一手に手掛けた。
1987年、円を退団して銀座セゾン劇場の芸術総監督に就任、1999年の閉館まで務めた。
1993年、末期の食道癌と診断され食道を全摘出する手術を受けたが回復。
1996年からは銀座セゾン劇場（後のル テアトル銀座 by PARCO）での黒柳徹子主演舞台・海外コメディシリーズの演出を飯沢匡に代わり手掛けた。俳優業は総監督就任に伴い休業していたが2000年以降再開した。
2014年1月16日午後5時55分、呼吸不全のため山梨県の病院で死去。83歳没。
テレビドラマでは一連の大映ドラマに常連出演していた。
前述の通り、黒柳主演の舞台の演出を数多く手掛ける等、足掛け60年近くの親交があり、それが縁で『徹子の部屋』にも度々出演しており、黒柳は高橋の死去に際し、人柄を偲んでコメントしている。

### 結婚
- 1958年に女優の加藤治子と結婚するも1973年に離婚。2002年放送の浅見光彦シリーズ第17作「鬼首殺人事件」では共演を果たしている。
- 1974年に当時、赤坂及び軽井沢で著名だった鶏料理店「若松」のオーナー兼女将の藤井八千代と再婚、翌年45歳にして長女を授かるも1999年に離婚。
- 同年には長らく高橋のファンであった38歳年下の女性と再々婚した。

## 出演

### テレビドラマ
- 東芝日曜劇場
  - 白い闇（1959年8月、KR）
  - びっくり箱（1977年10月9日、TBS） - 米倉
- 拐帯行（1959年10月、NTV）
- 女の四季 / 女神（1960年、NET）
- ナショナル ゴールデン・アワー / 松本清張シリーズ・黒い断層「反射」（1961年、TBS）
- 女が階段を上る時（1961年、CX）
- 虹の設計（1964年 - 1966年、NHK）
- ザ・ガードマン（TBS / 大映テレビ室）
  - 第59話「人喰い鮫」（1966年）
  - 第68話「赤い関係」（1966年）
  - 第87話「檻の中の女」（1966年）
  - 第144話「夜と昼の顔を持つ男」（1968年）
  - 第149話「雪女」（1968年）
  - 第194話「死刑執行人の歌が聞こえる」（1968年）
  - 第215話「日本縦断・追跡飛行」（1969年）
  - 第295話「女の出世は結婚サ！」（1970年）
  - 第314話「女二人ヨーロッパ珍道中」（1971年）
  - 第333話「フランスで死んだ女」（1971年）
- 眠狂四郎 第23話「三花無情」（1967年、CX）
- キイハンター（TBS / 東映）
  - 第10話「雲の上の死刑台」（1968年）
  - 第103話「ダイヤルMに呼ばれた男」（1970年）
  - 第133話「私の首を返して頂だい」（1970年）
  - 第189話「殺されに来た金色の眼の女」（1971年）
  - 第229話「SOSよろめき宝石泥棒」（1972年） - 本城
- 大河ドラマ（NHK）
  - 竜馬がゆく（1968年） - 桂小五郎
  - 天と地と（1969年） - 飯富兵部
  - 樅ノ木は残った（1970年） - 茂庭周防
  - 風と雲と虹と（1976年） - 菅原景行
  - 草燃える（1979年） - 九条兼実
  - 山河燃ゆ（1984年） - 昭和天皇 役（クレジットなし）
- 裸の町（1968年 - 1969年、NET / 東映） - 早坂
- 吉田松陰（1969年 - 1970年、KTV） - 長井雅楽
- ゴールドアイ 第17話「羽田発福岡行101便」（1970年、NTV / 東映）
- 徳川おんな絵巻 第1話「尾張公の遊女妻」・第2話「女の生地獄」（1970年、KTV / 東映） - 徳川吉宗
- 君は海を見たか（1970年、NTV / 大映テレビ室） - 加瀬乙彦
- 男たちのブルース（1970年、YTV）
- 火曜日の女シリーズ（NTV）
  - 「人喰い」（1970年、東宝）- 柏村信吾
  - 「あの子が死んだ朝」（1972年）
  - 「ガラス細工の家」（1973年、 ユニオン映画） - 土門公一
- 大忠臣蔵 第5話「元禄の一番長い日」（1971年、NET / 三船プロ） - 徳川綱吉
- プレイガール 第105話「江戸っ子鉄火仁義」（1971年、12ch / 東映） - 祭田義三郎
- 天皇の世紀 第3話「先覚」（1971年、ABC / 国際放映） - 江川太郎左衛門
- 荒野の素浪人 第47話「待ち伏せ 赤岩谷の竹槍隊」（1972年、NET / 三船プロ） - 小田切左近
- 眠狂四郎（1972年、KTV / 東映） - ナレーター
- 怪談 第8回「大奥あかずの間」（1972年、MBS） - 柳沢美濃守
- 水戸黄門（TBS / C.A.L）
  - 第4部 第2話「天狗馬鹿 -忍-」（1973年1月29日） - 川添丹波
  - 第8部 第26話「うぐいす春風剣 -中津-」（1978年1月9日） - 速見四郎
  - 第28部 第34話「日の本一の謎の影武者 -博多-」（2000年11月20日） - 吉田帯刀
- つぶやき岩の秘密（1973年、NHK総合） - 語り（ナレーション）
- ラブラブライバル（1973年 - 1974年、TBS / 大映テレビ） - しずかの父
- 雪舞い（1974年、NTV） - 桐野倫一郎
- 顔で笑って 第17話「縁談・泣き笑い」（1974年、TBS / 大映テレビ） - 城西病院・院長高村
- 赤い迷路（1974年、TBS / 大映テレビ）
- 夜明けの刑事 第6話「花嫁は死んでいた」（1974年、TBS / 大映テレビ）　- 望月産業社長
- 純愛山河 愛と誠（1974年 - 1975年、12ch / 東京ムービー、友映） - 早乙女愛（演：池上季実子）の父
- SFドラマ 猿の軍団 第1話「飛び込んだ謎の世界」（1974年、TBS / 円谷プロ） - 榊教授
- 傷だらけの天使 第7話「自動車泥棒にラブソングを」（1974年、NTV / 東宝） - 奥中
- 京まんだら（1975年、MBS）
- 剣と風と子守唄 第3話「紅い罠」（1975年、NTV / 三船プロ） - 朝日奈但馬守
- 大江戸捜査網 第223話「隠密同心 一番長い日」（1975年、12ch / 三船プロ） - 北町奉行
- 赤い疑惑（1975年、TBS / 大映テレビ）
- あこがれ共同隊（1975年、TBS） - 八田広介（演：郷ひろみ）の父
- 特別機動捜査隊 第782話「わたしの父さん」（1976年、NET / 東映） - 定岡茂
- 二十五年目の顔（1977年7月14日、NHK） - 清水
- 俺たちの朝 第21話「父と兄妹と母の死」（1977年、NTV / 東宝） - 医師
- 赤い絆（1977年、TBS / 大映テレビ） - 清川健夫
- Gメン'75 第132話「Gメン恐怖の四日間」・第133話「死体の首を折る男」（1977年、TBS / 東映） - 松宮利夫
- 伝七捕物帳 第160話「大江戸裏町出世双六」（1977年、NTV） - 堀田備前守
- 銀河テレビ小説（NHK）
  - やけぼっくい（1978年） - 杉江文人
- 白い巨塔（1978年、CX） - 正木徹
- 検事 霧島三郎（1979年、MBS / 三船プロ） - 竜田弁護士
- 平岩弓枝シリーズ / 午後の恋人（1979年、CX） - 佐伯信吉 役
- 体験時代（1979年、12ch / 松竹）
- 手錠をかけろ!（1979年、CX / 国際放映） - 青山警察署々長
- 太陽にほえろ! 第394話「鮫やんの受験戦争」（1980年、NTV / 東宝）
- 赤い死線（1980年、TBS / 大映テレビ） - 江藤
- 青い絶唱（1980年 - 1981年、TBS / 大映テレビ） - 沢田隆一 [6]
- 土曜ワイド劇場（ANB）
  - 松本清張の地の骨（1980年 / 東宝） - 有田卓郎
  - 白い乳房の美女 江戸川乱歩の「地獄の道化師」（1981年 / 松竹） - 相沢京介
  - 湖底の美女 江戸川乱歩の「湖畔亭事件」（1982年 / 松竹） - 河野陽水
  - 黒真珠の美女 江戸川乱歩の「心理試験」（1985年 / 松竹） - 徳田礼二郎
  - 松本清張の黒い樹海（1986年 / 松竹）
- 火曜サスペンス劇場 / 球形の荒野（1981年、NTV / 三船プロ） - 村尾芳生
- 秋なのにバラ色（1981年、MBS） - 関口正義
- おりんさん（1983年、東海テレビ） - 円生
- セーラー服と機関銃（1982年、CX / 東映） - 星小鉄
- ザ・サスペンス
  - 松本清張の内海の輪（TBS / 大映テレビ）
  - 松本清張の馬を売る女（TBS / 大映テレビ） - 米村重一郎
  - 松本清張の突風（TBS / 大映テレビ）
- 女7人あつまれば（1982年 - 1983年、TBS）
- 海にかける虹〜山本五十六と日本海軍（1983年、TX） - 近衛文麿  / ナレーター
- 時代劇スペシャル / 女盗賊 忍び舞い（1983年、CX / 東宝） - 徳川吉宗
- 不良少女とよばれて（1984年、TBS / 大映テレビ） - 久樹路泰
- 乳姉妹（1985年、TBS / 大映テレビ） - 大丸剛造
- ポニーテールは振り向かない（1985年、TBS / 大映テレビ） - 飯倉慎一郎
- 花嫁衣裳は誰が着る（1986年、CX / 大映テレビ） - 上月信行
- 火曜サスペンス劇場 / ウエディングドレス（1986年、NTV / 東宝） - 樺島真一郎
- 木曜ドラマストリート / 陽のあたる坂道（1986年、CX / 大映テレビ）
- このこ誰の子?（1986年 - 1987年、CX / 大映テレビ） - 画家 役
- アリエスの乙女たち（1987年、CX / 大映テレビ） - 長谷川信吉
- 三どしま（1987年、TBS）
- 貯まる女（2000年、TX）
- ビッグウイング（2001年、TBS） - 望月啓三
- 愛のことば（2001年、THK）
- 鬼平犯科帳 第9シリーズ 第2話「一寸の虫」（2001年、CX / 松竹） - 船影の忠兵衛 役
- 八丁堀の七人 第3シリーズ 第3話「写楽殺し! 地獄絵図の女」（2002年、ANB / 東映）
- 北の国から（2002年、CX） - 三沢老人
- 月曜ミステリー劇場 / 浅見光彦シリーズ17 鬼首殺人事件（2002年、TBS / 大映テレビ）
- 年下の男（2003年、TBS） - 岡崎次郎
- 世にも奇妙な物語 秋の特別編 (2003年)「迷路」（2003年） - 台田六郎
- 新幹線をつくった男たち（2004年、TX）
- 女王蜂（2006年、CX）
- 恋のから騒ぎ〜Love Stories VI〜 第1話「ライバルの女」（2009年、NTV）
- Mother（2010年、NTV）
- 月の恋人〜Moon Lovers〜（2010年、CX）
- 特集ドラマ / 極北ラプソディ（2013年、NHK） - 並木彰吾

### 映画
- 市川馬五郎一座顛末記 浮草日記（1955年、独立映画）
- 不良女学生（1957年、東映）
- 人間の壁（1959年、新東宝）
- 名もなく貧しく美しく（1961年、東宝）
- 青年の椅子（1962年、日活）
- 女の一生（1962年、大映）
- どろ犬（1964年、東映）
- 結婚相談（1965年、日活）
- 黒い賭博師（1965年、日活）
- 逢いたくて逢いたくて（1966年、日活）
- 反逆 (1967年、日活)
- 大奥(秘)物語（1967年、東映）
- 夜の罠（1967年、大映）
- あゝ予科練（1968年、東映） - ナレーター
- 吸血鬼ゴケミドロ（1968年、松竹） - 佐賀敏行
- 温泉ポン引女中（1969年、東映）
- 賞金稼ぎ（1969年、東映）
- 女賭博師壷くらべ（1970年、大映）
- 可愛い悪魔 いいものあげる（1970年、大映）
- 夜の診察室（1971年、大映）
- 関東テキヤ一家 浅草の代紋（1971年、東映）
- 日本沈没（1973年、東宝） - 山城教授[7]
- 青春の蹉跌（1974年、東宝）
- 動脈列島（1975年、東宝）
- やくざ戦争 日本の首領（1977年、東映）
- 霧の旗（1977年、東宝）
- 犬笛（1978年、東宝）
- ふりむけば愛（1978年、東宝）
- ホワイト・ラブ（1979年、東宝）
- 最強最後のカラテ (1980年、三協映画)  - ナレーター
- さらば、わが友 実録大物死刑囚たち（1980年、東映）
- 大日本帝国（1982年、東映）
- もどり川（1983年、東宝東和）
- いとしのエリー（1987年、東宝）
- ゴジラ・モスラ・キングギドラ 大怪獣総攻撃（2001年、東宝） - 自転車屋老店主 役[8][2]
- リターナー（2002年、東宝）
- 死に花（2004年、東映）
- 笑の大学（2004年、東宝）
- 透光の樹（2004年、シネカノン）
- 容疑者 室井慎次（2005年、東宝）
- メゾン・ド・ヒミコ（2005年、アスミック・エース）
- 東南角部屋二階の女（2008年、トランスフォーマー） - 野上友次郎 役
- 空気人形（2009年、アスミック・エース）
- 僕と妻の1778の物語（2011年、東宝）
- クロユリ団地（2013年、松竹） - 篠崎老人 役
- R100（2013年） - 劇場の客 役[注釈 2]

### 舞台
- 文学座公演『女の一生』（出演）
- 劇団雲公演『榎本武揚』（出演・榎本武揚役）
- 円公演『壊れた風景』（演出）
- パルコ『マレーネ』（演出）
- バルコ『33の変奏曲』（演出）

### 吹き替え

#### 俳優
- ローレンス・オリヴィエ
  - オセロ（オセロ）
  - タイタンの戦い（ゼウス）
  - ドラキュラ（エイブラハム・ヴァン・ヘルシング教授）※テレビ朝日版・BD収録

#### 洋画・海外ドラマ
- 暗殺・サンディエゴの熱い日（ベン・ギャザラ）
- SOS北極... 赤いテント（ノビレ将軍〈ピーター・フィンチ〉）
- オデッサ・ファイル（エドゥアルト・ロシュマン〈マクシミリアン・シェル〉）
- 刑事コロンボ ロンドンの傘（ニコラス・フレイム〈リチャード・ベイスハート〉）
- 警部マクロード（ジョージ・ハミルトン）
- ザ・パッセージ/ピレネー突破口　(ジョン・バーグソン<ジェームス・メイソン>) ※テレビ朝日版
- スターロスト宇宙船アーク　「惑星群連盟警察出動」(レイフ<イボワ・バリー>)
- ダラスの熱い日（ジェームズ・ファーリントン〈バート・ランカスター〉）
- ニューヨークの王様（イゴール・シャドフ王〈チャールズ・チャップリン〉）
- 別離（ミシェル・ピコリ）
- マネー・チェンジャース/銀行王国（カーク・ダグラス）
- マンディンゴ　(ウォーレン<ジェームス・メイソン>)
- ミクロの決死圏（デュヴァル博士〈アーサー・ケネディ〉）※フジテレビ版
- 名探偵ダイヤモンド（デビッド・ジャンセン）
- ライムライト（カルヴェロ〈チャールズ・チャップリン〉）※TBS版
- 海外ドキュメンタリー（ナレーション）

### 劇場アニメ
- 哀しみのベラドンナ（1973年、日本ヘラルド映画） - 領主

### バラエティー番組
- ぴったし カン・カン - ぴったしチームのキャプテン代理を務めた回あり[注釈 3]
- なるほど!ザ・ワールド